# Codón

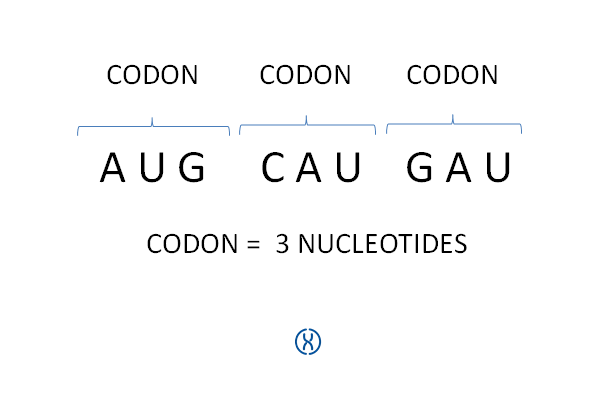
Un codón es un conjunto de 3 nucleótidos o un triplete de nucleótidos.

La información genética, en el ARN, se escribe a partir de series de tres "letras", que corresponden a las bases nitrogenadas (A, C, G y U), formando largas sucesiones de tripletes (conjunto de tres nucleótidos adyacentes). En el ARN, cada uno de estos tripletes consecutivos no solapados se denomina codón, que durante el proceso de traducción sufre una unión transitoria con el aminoacil-tRNA complementario dentro de los sitios de inserción del ribosoma, para establecer las fases de iniciación, elongación y terminación de la formación polipeptídica, además de un símbolo de puntuación (Comienzo, parada).
La estructura celular, de la que cada célula tiene muchas, que sintetiza las proteínas a partir de aminoácidos con la información contenida en el ARNm, leyendo los codones, es un agregado molecular complejo llamado ribosoma.

## Código genético

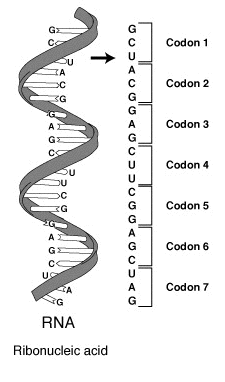
Codones del ARN.

Un codón es un triplete de nucleótidos. En el código genético, cada aminoácido está codificado por uno o varios codones. El codón es la unidad de información básica en el proceso de traducción del ARNm. Cada uno de los codones codifica un solo aminoácido, y esta correlación es la base del código genético que permite la traducción de la secuencia de ARNm a la secuencia de aminoácidos que compone la proteína. A toda la secuencia de codones de un gen, desde el codón de inicio hasta el último codón antes del de terminación, se le conoce como «Marco de Lectura Abierto» (ORF, por sus siglas en inglés), debido a que esta es la secuencia que se va a "leer" para dar lugar a un polipéptido.
Cada codón porta la información para pasar la secuencia de nucleótidos del ARNm a la secuencia de aminoácidos de la proteína en el proceso de traducción. Hay 64 codones posibles por combinación de los 4 nucleótidos en cada una de las 3 posiciones del triplete (ver tabla más abajo). El código es no ambiguo; cada codón codifica un solo aminoácido. Sin embargo, es redundante; hay varios codones que pueden codificar al mismo aminoácido. Así, los 64 codones no codifican 64 aminoácidos, sino 20. 3 codones codifican la terminación de la traducción y un codón de inicio de la traducción, el AUG, codifica la metionina. Salvo la metionina y el triptófano, que están codificados por un único codón, cualquier otro aminoácido puede estar codificado (según el caso concreto) por 2, 3, 4 o hasta 6 codones diferentes a elegir. Esta redundancia del código hace que se haya acuñado el término código degenerado.
Los 3 codones de terminación conocidos como codón de terminación, codón de parada o codón stop llamados ocre (UAA), ámbar (UAG) y ópalo (UGA) son los tres tripletes que al no codificar ningún aminoácido ocasionan el cese de la síntesis proteica.
Hay un codón de inicio de la traducción, el AUG, que codifica la metionina; es el primer codón de una transcripción de ARNm traducido por un ribosoma.

## Mutaciones
Los codones que codifican un mismo aminoácido muchas veces tienen los dos primeros nucleótidos iguales, cambiando solamente el tercero. Así, cambios en el nucleótido de la tercera posición no suponen cambios en el aminoácido (mutaciones silenciosas). De este modo se minimiza el impacto de mutaciones puntuales cuando éstas ocurren en la tercera posición del codón. En cambio las mutaciones en la primera y segunda posición del codón suelen suponer un cambio de aminoácido (mutaciones missense). . Normalmente los aminoácidos con las mismas características físico-químicas presentan el mismo nucleótido en la segunda posición del codón. Así los aminoácidos polares presentan adenina mientras que los apolares presentan uracilo. Mutaciones puntuales en la primera posición dan lugar a aminoácidos similares mientras que cambios en la segunda posición del codón, dan lugar a la incorporación de aminoácidos de propiedades muy diferentes. Mutaciones en cualquiera de las tres posiciones del codón pueden dar lugar a la aparición de codones stop provocando una terminación de la traducción prematura lo que ocasiona que se traduzca una proteína incompleta y, en la mayoría de los casos, no funcional (mutaciones nonsense).
| \| \| \| 2.ª base \| \| \| \| \| U \| C \| A \| G \| \| \| \| 1.ª base \| U \| UUU Fenilalanina UUC Fenilalanina UUA Leucina UUG Leucina \| UCU Serina UCC Serina UCA Serina UCG Serina \| UAU Tirosina UAC Tirosina UAA Codón de terminación Ocre UAG 3Codón de terminación Ámbar \| UGU Cisteína UGC Cisteína UGA 2Codón de terminación Ópalo UGG Triptófano \| \| 1.ª base \| C \| CUU Leucina CUC Leucina CUA Leucina CUG 4Leucina \| CCU Prolina CCC Prolina CCA Prolina CCG Prolina \| CAU Histidina CAC Histidina CAA Glutamina CAG Glutamina \| CGU Arginina CGC Arginina CGA Arginina CGG Arginina \| \| 1.ª base \| A \| AUU Isoleucina AUC Isoleucina AUA Isoleucina AUG 1Metionina \| ACU Treonina ACC Treonina ACA Treonina ACG Treonina \| AAU Asparagina AAC Asparagina AAA Lisina AAG Lisina \| AGU Serina AGC Serina AGA Arginina AGG Arginina \| \| 1.ª base \| G \| GUU Valina GUC Valina GUA Valina GUG Valina \| GCU Alanina GCC Alanina GCA Alanina GCG Alanina \| GAU ácido aspártico GAC ácido aspártico GAA ácido glutámico GAG ácido glutámico \| GGU Glicina GGC Glicina GGA Glicina GGG Glicina \| | 1. El codón AUG codifica para metionina, y además sirve como sitio de iniciación; el primer AUG en un ARNm codifica el sitio donde se inicia la traducción de proteínas. 2. En algunos microorganismos, el codón UGA codifica como selenocisteína. 3. En algunas bacterias el codón UAG codifica como pirrolisina. 4. El codón CUG (Leu) es el codón de iniciación para uno de los dos productos alternativos del gen c-myc humano (Hann et al., 1987) |                                                             |                                                     |                                                                                         |                                                                          |
| | | 2.ª base                                                    |                                                     |                                                                                         |                                                                          |
| U | C | A                                                           | G                                                   |                                                                                         |                                                                          |
| 1.ª base | U | UUU Fenilalanina UUC Fenilalanina UUA Leucina UUG Leucina   | UCU Serina UCC Serina UCA Serina UCG Serina         | UAU Tirosina UAC Tirosina UAA Codón de terminación Ocre UAG 3Codón de terminación Ámbar | UGU Cisteína UGC Cisteína UGA 2Codón de terminación Ópalo UGG Triptófano |
| 1.ª base | C | CUU Leucina CUC Leucina CUA Leucina CUG 4Leucina            | CCU Prolina CCC Prolina CCA Prolina CCG Prolina     | CAU Histidina CAC Histidina CAA Glutamina CAG Glutamina                                 | CGU Arginina CGC Arginina CGA Arginina CGG Arginina                      |
| 1.ª base | A | AUU Isoleucina AUC Isoleucina AUA Isoleucina AUG 1Metionina | ACU Treonina ACC Treonina ACA Treonina ACG Treonina | AAU Asparagina AAC Asparagina AAA Lisina AAG Lisina                                     | AGU Serina AGC Serina AGA Arginina AGG Arginina                          |
| 1.ª base | G | GUU Valina GUC Valina GUA Valina GUG Valina                 | GCU Alanina GCC Alanina GCA Alanina GCG Alanina     | GAU ácido aspártico GAC ácido aspártico GAA ácido glutámico GAG ácido glutámico         | GGU Glicina GGC Glicina GGA Glicina GGG Glicina                          |